# Thea Schleusner

Thea Schleusner; Porträtfoto von Minya Diéz-Dührkoop

Thea Schleusner (* 30. April 1879 in Wittenberg; † 14. Januar 1964 in Berlin) war eine deutsche Malerin, Illustratorin und Verfasserin von Essays und Reiseimpressionen.

## Biographie

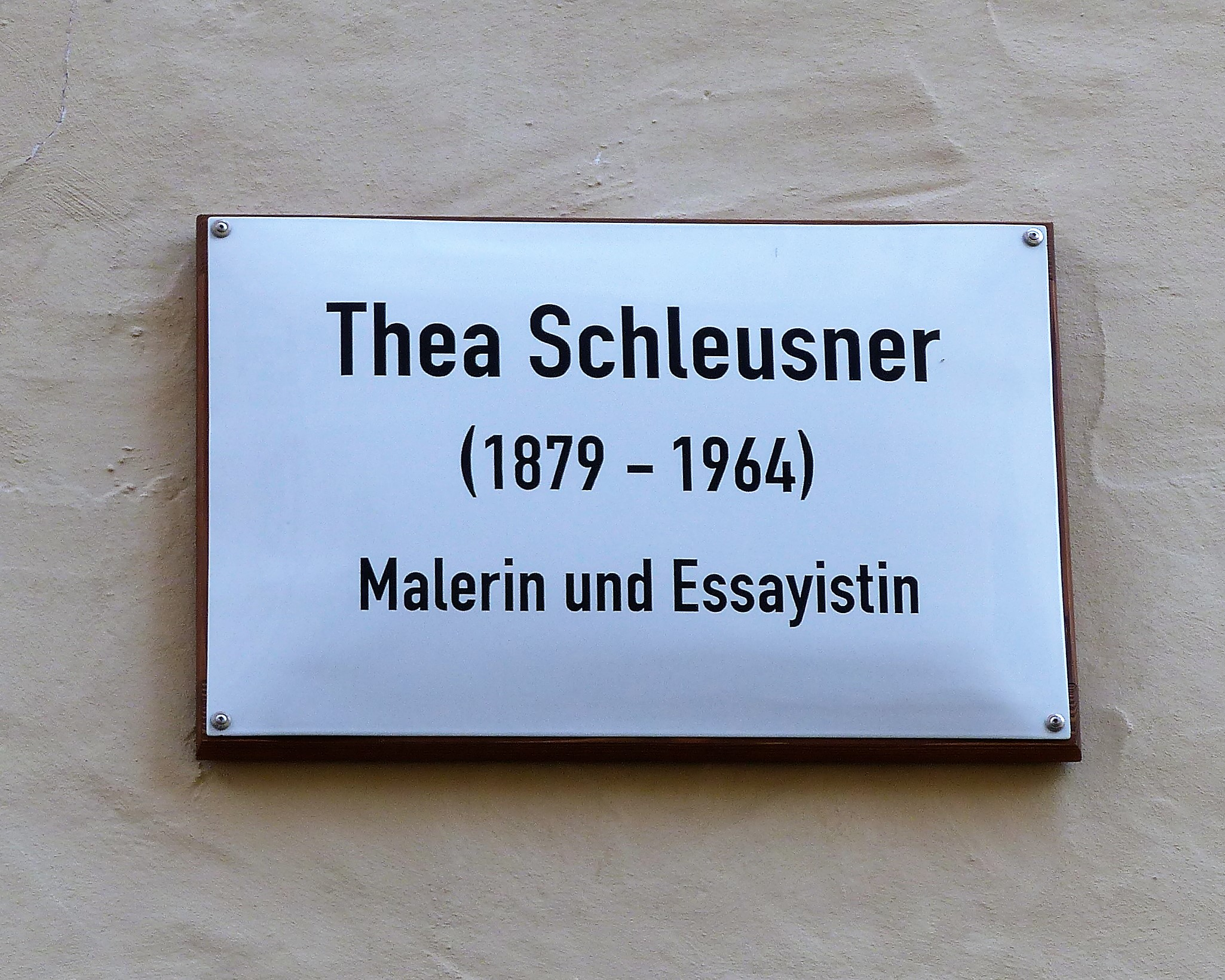
Gedenktafel für Thea Schleusner in Wittenberg, Kirchplatz 10

Thea Schleusner, mit Vornamen eigentlich Dorothea, wurde als zweite Tochter des Archidiakonus an der Stadtkirche Wittenbergs Georg Schleusner und seiner Frau Elisabeth (geborene Palmie) am 30. April 1879 in Wittenberg geboren. Aufgewachsen im Haus am Kirchplatz 10, besuchte sie die Wittenberger Mädchenschule in der heutigen Jüdenstraße Wittenbergs. Im Alter von 19 Jahren fasste sie 1898 den Entschluss, eine künstlerische Laufbahn einzuschlagen. Vermutlich hatte dabei ihr Onkel, der bekannte Maler Charles Johann Palmié, einen wirksamen Einfluss auf sie ausgeübt.
In Berlin nahm sie dazu eine private Ausbildung bei den Professoren Curt Stoeving, Franz Scarbina und Reinhold Lepsius auf. Als Meisterschülerin der Vorgenannten wendete sie sich nach Paris. Bei diesem zweijährigen Studienaufenthalt wirkte sie an der Pariser Académie Colarossi unter Pinet und Toures und an der Academie Moderne bei Carière. Von ihrer Wohnung im Kloster Sacre Coeur nahm sie Verbindung zu Auguste Rodin, André Gide und Rainer Maria Rilke auf. 1978 wurde im Pariser Louvre das 1910 entstandene Öl-Bild Paysage à la fontaine („Landschaft am Brunnen“) erfasst und vier Jahre später dem Musée d’Orsay zugeteilt. Die Inventarnummer lautet 20727.
Eine weitere Studienreise führte sie nach Florenz, Rom und Siena in Italien, wo sie Kopien alter Meister anfertigte. Danach reiste sie nach London in England. Nach der Rückkehr von ihrer Studienreise bekamt sie 1901 ein eigenes Schüleratelier. Von 1906 bis 1931 war sie Mitglied des Vereins der Berliner Künstlerinnen und fertigte ab jener Zeit Porträts berühmter Persönlichkeiten der damaligen Zeit wie Ricarda Huch, Albert Einstein, Mary Wigman, Emil Nolde und Friedrich Nietzsche.

Das 1909 entstandene Gouache-Bild Beweinung Christi entstand in der Alten Pinakothek in München, inspiriert vom gleichnamigen Gemälde von Botticelli. Es ist ein Schlüsselwerk, da es zum einen den Einfluss italienischer Meister der Renaissance auf das Schaffen und die Themenwahl Thea Schleusners zeigt und zum anderen den Auftakt darstellt zu einer Fülle von Bild-Varianten mit diesem Motiv, die Schleusner über Jahrzehnte hinweg und in unterschiedlichen Techniken schuf.
Des Weiteren schlossen sich Buchillustrationen an für Tegnérs Fritjofsage, für Oscar Wildes Märchen, für Annette von Droste-Hülshoffs Gedichte und Richard Strauss’ Salome. Später ging sie zur Glasmalerei für Privatwohnungen und Kirchen über. Ausstellungen, wie jene im Deutschen Lyceumclub, im Verein Berliner Künstlerinnen und die Ausstellung „Kriegsvisionen“ sowie die handkolorierte Lithographie Geschichte-Zyklus aus dem Jahr 1927 runden das malerische Schaffen der Künstlerin ab.
In den 1920er Jahren begann Thea Schleusner, sich auch schriftstellerisch zu betätigen. Vor allem während ihres längeren Aufenthalts in Schweden 1920 sowie während ihrer Reise nach Sri Lanka 1938 und nach Italien 1909 sammelte sie viele Reiseeindrücke, die sie sowohl literarisch als auch künstlerisch auswertete, beispielsweise in dem illustrierten Reisebericht Frühlingstage auf Sizilien, erschienen im 2. Band von Velhagen & Klasings Monatsheften, 40. Jahrgang 1925/1926.
Thea Schleusner gehört als Malerin zur so genannten Verschollenen Generation. Auch Thea Schleusner, deren Werke zu einem großen Teil in einer Bombennacht des Zweiten Weltkriegs vernichtet wurden, setzte ihre künstlerische Arbeit nach 1945 wieder fort. Die allgemeine Hinwendung zur abstrakten Kunst in der zweiten Hälfte des vergangenen Jahrhunderts ließ sie, die mit ihren Werken den Expressionismus weiterentwickelt hatte, dann fast in Vergessenheit geraten.
Ihre letzte Ruhe fand Thea Schleusner im Kolumbarium des Friedhofs Wilmersdorf.

## Große Werkschau in Wittenberg 2024
Im Jahr 2024 wurde Schleusner erstmals seit ihrem Tod durch eine große Einzelausstellung gewürdigt. An vier Standorten in ihrer Geburtsstadt Lutherstadt Wittenberg wurden insgesamt über dreihundert Werke präsentiert, darunter Gemälde, Zeichnungen, graphische Zyklen, aber auch originale Skizzenbücher und Buchillustrationen. Diese Ausstellung der „Naser-Stiftung der (wieder)entdeckten Kunst“ wurde von der Kunsthistorikerin Monika Kaiser kuratiert. Vorangegangen waren dieser erstmaligen umfassenden Werkschau verschiedene kleinere Ausstellungsprojekte des aus Wittenberg stammenden Publizisten Mathias Tietke. Im November 2024 wurde in einer Presseerklärung der „Naser-Stiftung“ eine Gegendarstellung zu Aussagen von Matthias Tietke publiziert. Darin werden „etliche Falschaussagen hinsichtlich der (…) Ausstellung“ beklagt, sowie „eine Reihe von Diffamierungen und Verleumdungen, mit denen Herr Tietke seit Jahren Mitglieder der Stiftung“ und auch „die Lutherstadt Wittenberg und ihre Institutionen und Mitarbeiter“ überziehe. Tietke sah sich demnach „in der Vergangenheit schon etlichen Unterlassungsklagen ausgesetzt“.

## Œuvre
Ihre frühen Werke wurden zum größten Teil bei den Bombenangriffen auf Berlin im Zweiten Weltkrieg zerstört.
- Porträt des Indologen Prof. Dr. Albrecht Weber, 1902, Akademie der Wissenschaften Berlin
- Paysage à la fontaine, 1910, Musée d’Orsay Paris
- Bildnis Emil Nolde und Porträt Ada Nolde, 1916, Kunsthalle zu Kiel
- Der 9te November 1918 und weitere 29 frühe Werke im Museum der städtischen Sammlungen im Zeughaus der Lutherstadt Wittenberg
- Porträt Georg Schleusner, 1936, Schleusnerstift Lutherstadt Wittenberg

## Ausstellungen (unvollständig)
Einzelausstellungen
- 1948: Wittenberg, Galerie Ercha („Gerhard Kreische – Teo Otto – Thea Schleusner“)
- 2024/2025: Wittenberg, Altes Rathaus, Zeughaus, Cranach-Stiftung, Stiftung Christliche Kunst („Ein Leben für die Kunst. Die expressiv-symbolistischen Welten der Thea Schleusner“)[4]

Ausstellungsbeteiligungen
- 1907: Karlsruhe, Badischer Kunstverein
- 1907: Frankfurt/Main (Oktoberausstellung des Frankfurter Kunstvereins)[5]
- 1908: Berlin, Galerie Keller und Reiner[6]
- 1912: München, Kunstverein München[7]
- 1921: Altenburg/Thür., Lindenau-Museum (Jahresausstellung des Altenburger Kunstvereins)[8]